# 250 Dywizja Strzelecka (ZSRR)
250 Dywizja Strzelecka (ros. 250-я стрелковая дивизия) – związek taktyczny (dywizja) Armii Czerwonej.
Sformowana w 1941, w związku z niemiecką agresją na ZSRR. Broniła przed Niemcami Smoleńska i Moskwy, walczyła pod Diemiańskiem, wyzwalała Rohaczów i Bobrujsk. Wojnę zakończyła niedaleko Berlina.